# اوان ویلیامز
اوان ویلیامز (به انگلیسی: Evan Williams) (متولد ۳۱ مارس، ۱۹۷۲) کارآفرین آمریکایی و مؤسس چندین شرکت اینترنتی است. دو تارنما از ده تارنمای برتر اینترنت توسط شرکت‌های اوان ویلیامز ایجاد شده‌است؛ از جمله معروف‌ترین آن‌ها می‌توان تارنماهای بلاگر و توییتر را نام برد.
وی به همراه دو تن از دوستان خود توییتر را در مارس ۲۰۰۶ بنیانگذاری نمودند. 

## گفتار
- Evan Williams speaking at Stanford

## برای گفتگو
- Interview with Evan Williams در اکونومیست
- Interview with Evan Williams در سی‌نت
- Interview with Evan Williams در تک کرانچ
- Interview with Evan Williams at FastCompany

مشارکت‌کنندگان ویکی‌پدیا. «Evan Williams (entrepreneur)». در دانشنامهٔ ویکی‌پدیای انگلیسی، بازبینی‌شده در ۱۳ اگوست ۲۰۱۱.